# Александар Обрадовић (композитор)
Александар Обрадовић (Блед, Краљевина СХС, 22. август 1927 — Београд, СР Југославија, 1. април 2001) био је композитор, музички писац и педагог који је деловао претежно на простору Републике Србије. Најзначајнији допринос српској музици, композитор је дао у области симфонијске музике, а као значајна, могу се издвојити и његова дела камерног и концертантног жанра. Његов опус садржи преко 200 дела. Своју креативност, аутор је, осим кроз музику, испољавао и кроз сликарски, те књижевни медиј. Његови сликарски радови, рађени претежно техником акварела, излагани су на више колективних и једној самосталној изложби насловљеној Боја, звук, реч (КНУ, 21.11.1997. године). Такође, 1997. године, објављена је и књига изабраних стихова под насловом Негде у мени.

## Биографија
Александар Обрадовић је рођен 1927. године на Бледу у Словенији. Након завршених студија композиције на Музичкој академији у Београду, у класи проф. Миховила Логара, Обрадовић се усавршава у Лондону (код Л. Барклија) и СAД (код В. Усачевског), где се посветио претежно истраживању у области електронске музике. Затим, од школске 1953/1954. године, радио је као предавач у музичкој школи „Станковић“ у Београду, а затим прешао на Музичку академију као наставник теоријских предмета, оркестрације и композиције. У периоду између 1962. и 1966. године, био је генерални секретар Савеза композитора Југославије, затим, од 1979. до 1983. године, ректор Универзитета уметности, а био је и шеф Катедре за композицију и оркестрацију Факултета музичке уметности у Београду. Као музички писац и критичар, објављивао је чланке у Политици, Борби, Књижевним новинама, часопису Pro musica, Звуку. Написао је и уџбеник Увод у оркестрацију (Универзитет уметности, Београд, 1978.) који је доживео два издања и превод на италијански језик. Добитник је и Октобарске награде за Симфонијски епитаф (1959) и Седмојулске награде за животно дело (1980).

## Стваралаштво
Симфонијска музика заузима најзначајније место у опусу Александра Обрадовића, који се сматра једним од најзначајнијих српских симфоничара друге половине XX века. Компоновао је осам симфонија, Прелудијум и фугу за гудачки оркестар (1954), дело Аскеза за велики гудачки оркестар и челесту, свиту Кроз свемир, Епитаф Х за симфонијски оркестар и магнетофон. Осим тога, у најзначајнија оркестарска дела се убрајају и Концерт за кларинет и гудаче, Concertino за клавир и гудаче, Симфонијски скерцо in D, Скерцо-увертиру и Комитску игру. Компоновао је и музику за балет Пролећни уранак и две кантате – Симфонијски епитаф (постоји у две верзије, за гудачки и за дувачки оркестар са солистима и хором) и Сутјеска – те обредно-комеморативни спектакл Ђачко доба Шумарица и циклусе песама (најобимнији је Пламени вјетар за глас и оркестар, Страдун: три музичка пастела на поетске импресије Мирослава Беловића, Зелени витез). Ту су такође и камерне (квинтет за флауту, кларинет, виолину, виолу и виолончело, Intermezzo за гудачки квартет, Скерцо за гудачки квинтет), клавирске (Мале варијације, Сонатина), хорске (Мала хорска свита, Марика, Охридска импресија) композиције, дела за филм и радио-драме, а истакнуто место у његовом опусу заузимају и инструментације и редакција Маринковићеве Кантате Доситеју Обрадовићу и Вучковићевог Херојског ораторијума. Важно је поменути и Електронску токату и фугу, насталу 1967. године, као једно од првих дела домаће продукције реализовано у електронском медију.

## Музички језик
Музички језик и стваралачка поетика Александра Обрадовића се могу сагледати као доминантно модернистички. Композитор се тако, „креће“ у стилском распону од неокласицизма (Прва симфонија) до неоекспресионизма (Микросимфонија). Једна од основних карактеристика композиција Александра Обрадовића јесте смисао за јасну и прегледну форму и архитектонику и утемељеност у традиционалним формалним обрасцима. Овако конципирана форма „испуњена“ је хармонским језиком који почива на проширеном тоналитету и обилује хроматиком, али у коме се могу уочити и одређена, јасна тонална упоришта. Сложен контрапунктски рад који је уочљив у многим његовим остварењима често условљава и појаву политоналности, а у композицијама се могу срести и кластери, елементи додекафонске технике и алеаторике, те паралелна кретања акордских комплекса. Богат и разноврстан оркестарски звук, као и употреба електронских медија, могу се такође убројати у главне одлике Обрадовићеве музике. Тежња ка ширењу и обогаћењу традиционалних образаца, видљива је приликом разматрања дела попут Друге симфоније (1964) и Епитафа Ха (1965), у којима се може уочити коришћење додекафонске технике, Микросимфоније (Треће симфоније, 1967) обогаћене употребом електронског медија итд.
Епитаф Ха, замишљен је као симфонијски натпис на имагинарном гробу после велике катастрофе човечанства. Због тога је, за својеврстан мото композиције, Обрадовић одабрао стихове из Лукрецијевог спева О природи ствари. У духу својеврсне опомене човечанству јесте и употреба додекафонске серије, разноврсних ритмичких фигура и политоналности којима контрастира снимак са траке Бетовенове Девете симфоније који „симболизира топлу хуману поруку из прошлости“. Сличну, програмску позадину има и Обрадовићев Концерт за клавир и оркестар (1999). Идеолошке референце поднаслова дела Pro libertate су подржане заоштреним музичким писмом, које дотиче ивице атоналности, посебно у узбурканом првом и трећем ставу. У почетном делу концерта, чији су темпо и карактер одређени ознаком Alegro risoluto e con colera, могу се уочити сложени кластери који, према речима аутора представљају „фон узбуркане микрополифоније“. У контексту бомбардовања 1999. године током којег је дело настало, важно је поменути и да се композитор у лаганом ставу инспирисао напевом из Мокрањчевог Осмогласника, чија је модална структура условила тонално-модалну центрираност другог става и квази-импровизациони рад са деловима теме-напева. Коначно заокружење композиторове тежње за слободом долази у финалном ставу, кроз појаву теме у трубама којом аутор, сигналима Морзеове азбуке, „исписује“ реч libertas – слобода.
У Аскези (1991), делу компонованом поводом седамдесетогодишњице Београдске филхармоније, аутор примењује минималистичке композиционе технике – на шта упућује и сам наслов композиције. Читаво дело протиче у редукованом музичком материјалу, све до појаве „распеване“ теме коју доноси виолина, осам тактова пред крај композиције. Оваква употреба оштрих контраста, може се издвојити као још једна карактеристика Обрадовићевог писма, а може се протумачити у контексту ауторове сталне потребе за проналажењем нових решења.
Последње композиторово дело, Пасакаља за гудаче (2001), такође одаје један вид „рада са контрастима“. Наиме, писано на тему Црни горо (из Мокрањчеве руковети), пасакаља сједињује једноставну мелодију народне песме и сложен контрапунктски рад, употребу микстура и раскошну оркестрацију. Ово дело, завршено само пар месеци пред композиторову смрт, представља и, донекле неочекиван „обрт“ у његовом стваралаштву, с обзиром на то да фолклорна тематика није била у фокусу интересовања овог ствараоца.

## Списак значајнијих дела

### Оркестарска дела
- Прва симфонија (1952)
- Прелудијум и фуга за гудачки оркестар (1954)
- за клавир и гудаче (1957)
- Концерт за кларинет и гудаче (1958)
- Скерцо-увертира (1959)
- Друга симфонија (1964)
- Епитаф Х за симфонијски оркестар и магнетофон (1965)
- Микросимфонија (Трећа симфонија) (1967)
- Четврта симфонија (1972)
- Пета симфонија (1974)
- Шеста симфонија (1977)
- Седма симфонија (1986)
- Осма симфонија (1989)
- Концерт за виолину и гудаче (1992)
- Аскеза за велики гудачки оркестар и челесту (1993)

### Вокално-инструменталне и сценске композиције
- кантата Симфонијски епитаф (постоји у две верзије, за гудачки и за дувачки оркестар са солистима и хором) (1959)

### Циклуси песама
- Пламени вјетар за глас и оркестар (1955)
- Страдун: три музичка пастела на поетске импресије Мирослава Беловића (1990)
- Зелени витез (1990)

### Електронске композиције
- Електронска токата и фуга (1967)

### Нотна издања (избор)
- Стихира II, за соло кларинет in B и четворогласни мешовити хор (Београд, 1999)
- Посвета, за соло флауту четворогласни женски хор (УКС, 1999)
- Дивертименто, за дувачки квинтет (Београд, 1983)
- Прелудијум и фуга, за гудаче (Едиције композитора Југославије)
- , за мецосопран, алт-флауту, виолину и харфу (УКС, 1988), партитура и штимови за виолину и харфу
- Концерт за виолончело и оркестар, (УКС, 1989), џепна партитура
- Пламени вјетар, за глас и оркестар (УКС, 1987)
- Микросимфонија (Трећа симфонија), (УКС, 1968)
- Четврта симфонија (УКС, 1974)
- Шеста симфонија (Београд, 1977)
- Седма симфонија (УКС, 1986)
- Епитаф Х, за симфонијски оркестар и стерео – магнетофон (УКС, 1975)
- Симфонијски епитаф („Кадињача“), за рецитатора, мешовити хор и симфонијски оркестар (УКС, 1985)
- Венац Титу, за четворогласни женски хор (УКС, 1981)
- Мале варијације за клавир (СОКОЈ - УКС, 1955)
- Варијације, за клавир (УКС, 1987)
- Микросоната за соло кларинет in B (УКС, 1970)
- Микросоната (УКС, 1987)
- , за глас и клавир (УКС, 1988)

### Дискографија (избор)
- Микросоната За Кларинет Соло, Кроз Свемир – Свита За Симфонијски Оркестар, Александар Обрадовић/Коста Бабић ‎– МикроСоната / Кроз Свемир / Левачка Свита / Загонетке / Три Мадригала, ПГП РТБ, LP 2511, 1977.
- Концерт за виолину и гудаче, ПГП РТС, CD 430473, Југословенски савремени композитори, 1998.